# Подолец (Владимирская область)
Подолец — село в Юрьев-Польском районе Владимирской области России. Входит в состав Красносельского сельского поселения.

## География
Расположено в 22,5 км на северо-восток от районного центра города Юрьева-Польского.

## История

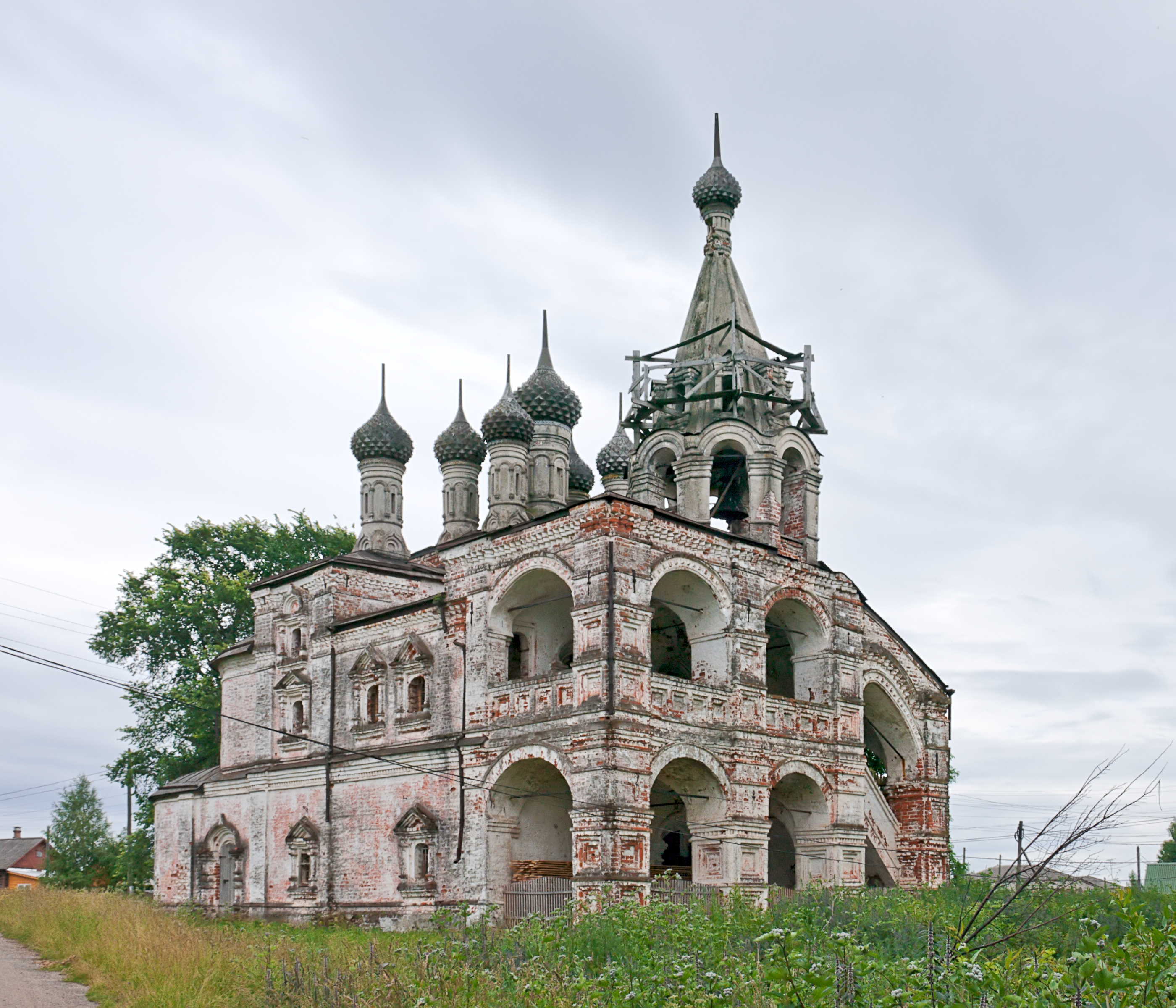
Троицкая церковь. 2009 год

Село в старину принадлежало роду князей Милославских. Церковь здесь существовала ещё в XVI столетии, но исторических сведений о ней не имеется. В настоящее время в селе церковь каменная, двухэтажная, с каменной колокольней. Время её строительства неизвестно. Престолов в ней четыре: на верхнем этаже в честь Святой Живоначальной Троицы (главный престол) и во имя святого апостола Андрея Первозванного, на нижнем этаже во имя святых Богоотцов Иоакима и Анны и во имя святой Марии Египетской. В 1896 году приход состоял из одного села Подольца, в котором числилось 70 дворов, душ мужского пола 279, а женского 359 душ. С 1885 года в селе существовала школа грамоты.
В конце XIX — начале XX века село входило в состав Городищенской волости Юрьевского уезда.
С 1929 года село входило в состав Иворовского сельсовета Юрьев-Польского района, с 1959 года являлось центром Подолецкого сельсовета, с 2005 года — в состав Красносельского сельского поселения.
До 2011 года в селе действовала Подолецкая основная общеобразовательная школа.

## Население
| 1859 | 1897 | 1905 | 2002 | 2010 | 2021 |
| ---- | ---- | ---- | ---- | ---- | ---- |
| 480  | ↗525 | ↗633 | ↘313 | ↘291 | ↘192 |

## Инфраструктура
В селе расположены дом культуры, фельдшерско-акушерский пункт, отделение «Почты России» 601838, отделение «Сбербанка» № 2485/012, сельхозпредприятие «СПК им. Дзержинского». 

## Достопримечательности
Действующая церковь Троицы Живоначальной (1659).